# Быстрица (верхний приток Днестра)
Бы́стрица (укр. Бистриця Тисменицька) — река в Дрогобычском, Самборском и Львовском районах Львовской области Украины. Правый приток Днестра (бассейн Чёрного моря).
Длина реки — 73 км. Площадь водосборного бассейна — 1160 км². Уклон — 5,3 м/км. Долина преимущественно трапециевидная. Пойма шириной 100—300 м, много стариц. Русло извилистое, есть отмели, шириной 10—50 м, глубина от 0,5—1,5 м до 2,5 м. Используется для технических и хозяйственных нужд, для целей гидроэнергетики и рекреации.
Берёт начало в восточной части Верхнеднестровских Бескидов (Украинские Карпаты), из источников возле села Быстрица. Течёт сначала преимущественно на север, в среднем и нижнем течении — на северо-восток. Построен ряд прудов.
Крупнейшие притоки: Опака, Ступнянка, Тысменица (правые), Черхавка (левый).